# San José del Caliche
San José del Caliche är en ort i Mexiko.   Den ligger i kommunen Unión de San Antonio och delstaten Jalisco, i den centrala delen av landet, 300 km nordväst om huvudstaden Mexico City. San José del Caliche ligger 1 812 meter över havet och antalet invånare är 1 138.
Terrängen runt San José del Caliche är lite kuperad. Runt San José del Caliche är det ganska tätbefolkat, med 129 invånare per kvadratkilometer. Närmaste större samhälle är San Francisco del Rincón, 14,2 km sydost om San José del Caliche. I omgivningarna runt San José del Caliche växer huvudsakligen savannskog.